# Salantas
Salantas je řeka na západě Litvy v okresech Plungė (Telšiaiský kraj) a Kretinga (Klajpedský kraj), v Žemaitsku na Žemaitijské vysočině. Vlévá se do Minije 97 km od jejího ústí u obcí Kūlupėnai a Sauseriai. Je to její pravý přítok. Jeho počátkem není pramen, ale soutok dvou říček: Gintelis (delší) a Dvarupis (kratší), 2,4 km na východ od vsi Gintališkė. Salantas teče na západ, protéká rybníkem Tuzų (I.), po soutoku s říčkou Notė se stáčí směrem jihozápadním. Protéká městem Salantai, ve kterém protéká rybník jménem Velėnijos tvenkinys. Za městem se řeka stáčí směrem jižním, kde jej po pravém břehu provází silnice č. 226 Salantai - Kūlupėnai. Délka 42,1 km, plocha povodí 268,5 km².

## Přítoky
- Levé:

| Hydrologické pořadí | Řeka       | Délka (km) | Povodí (km²) | Vzdálenost od ústí (km) | Ústí kde | Koordináty ústí |
| ------------------- | ---------- | ---------- | ------------ | ----------------------- | -------- | --------------- |
| 17010411            | Dvarupis   | 3,8        | 5,4          | 42,1                    |          |                 |
| 17010415            | Ringupis   | 6,0        | 9,2          | 37,9                    |          |                 |
| 17010422            | Bubinas    | 10,4       | 13,0         | 22,6                    |          |                 |
| 17010425            | Alkupis    | 5,4        | 8,6          | 14,2                    |          |                 |
| 17010426            | Blendžiava | 29,2       | 85,6         | 3,8                     |          |                 |

- Pravé:

| Hydrologické pořadí | Řeka     | Délka (km) | Povodí (km²) | Vzdálenost od ústí (km) | Ústí kde | Koordináty ústí |
| ------------------- | -------- | ---------- | ------------ | ----------------------- | -------- | --------------- |
| 17010412            | Gintelis | 5,6        | 6,6          | 42,1                    |          |                 |
| 17010413            | Bebrė    | 5,4        | 12,4         | 38,8                    |          |                 |
| 17010417            | Alksnė   | 7,4        | 8,3          | 27,4                    |          |                 |
| 17010418            | Notė     | 22,4       | 38,1         | 24,1                    |          |                 |
| 17010423            | Pestupis | 10,7       | 21,6         | 15,8                    |          |                 |
| 17010436            | Kūlupis  | 7,6        | 11,2         | 1,4                     |          |                 |

## Obce při řece
- Gintališkė (okres Plungė), Tuzai, Laiviai, Salantai, Kalnalis, Nasrėnai (okres Kretinga)